# DVC Eva's Tirlemont
Le DVC Eva's Tirlemont (Dames Voetbal Club Eva's Tirlemont) était un club belge de football féminin situé à Tirlemont dans le Brabant flamand. Ce club connaît une existence en quatre période. De sa création en 1969 jusqu'à la mise en place des compétitions féminines par l'URBSFA, puis comme Eva's Kumtich de 1974 à 2005, ensuite comme section féminine du K. VK Tienen (pendant quatre ans), puis à nouveau comme club et matricule indépendant en tant que DVC Eva's Tienen de 2009 à 2021.
Le DVC Eva's Tirlemont jouait ses rencontres au Sint-Barbaracomplex et s'entraînait au Molenveld, terrains situés tous deux à Kumtich.

## Histoire
Le club débute en 1969 sous le nom de « Sportiva ». Initialement, il n'est question que de matches amicaux sur une prairie de Vissenaken. À partir du 1er juillet 1969, l'équipe trouve alors un terrain à Kumtich et est connue comme « Crossing Kumtich ». À cette époque, l'URBSFA n'organise aucune compétition de football féminin. En 1970-1971, l’équipe dispute ses rencontres sous le nom de « Jepita Stars Kumtich Damesvoetbal » dans la Koninklijke Belgische Liefhebbers Voetbal Bond (KBLVB) ,une ligue amateur flamande, plus précisément au sein de sa section « Vallée du Démer ».

### Eva's Kumtich
Après cinq ans d'existence, concrètement le 27 septembre 1974, l'équipe devient un club féminin à part entière qui s'affilie auprès de l'URBSFA sous la dénomination de Eva's Kumtich, recevant le numéro de matricule 8220. 
Le jeune club commence en provinciale et est immédiatement champion et promu en D1. Les joueuses atteignent facilement le milieu du tableau et parfois même le sub-top. Le club connaît son premier succès en 1985-1986, avec une 2e place derrière le Standard Fémina de Liège, la meilleure équipe de l'époque. En Coupe de Belgique, Eva's Kumtich atteint la finale pour la première fois, mais le Standard Fémina de Liège est trop fort. 
Les années suivantes, le club ne répète pas cet exploit. Il faut attendre 2000 avant qu'il ne dispute une nouvelle finale de Coupe de Belgique, perdue cette fois face au VC Dames Eendracht Alost qui domine le football féminin belge à cette période. En 2002, bis repetita contre le VC Dames Eendracht Alost et nouvelle défaite. En 2005, le club termine deuxième à un seul point du KFC Rapide Wezemaal. Peu après, le 1er juillet 2005, Eva's Kumtich (8220) fusionne avec le K. VK Tienen (132) et en devient la section féminine. Le matricule 8220 disparaît.
En tant que section féminine du « KVKT », l'équipe se maintient dans le haut du classement pendant deux ans, puis met fin à l'hégémonie du Rapide Wezemaal (quatre sacres de rang) en décrochant le titre national en 2008. La saison suivante, les Dames ne peuvent faire mieux qu'une deuxième place. C'est alors que le matricule 132 (qui milite en D2 appelé « Exqi League » et tente d'y afficher des ambitions) décide abruptement de cesser de gérer une section féminine.

### Dames VC Eva's Tienen
À la suite de ce divorce à l'amiable, les Dames retournent à Kumtich, reçoivent le matricule 9527 et poursuivent leurs activités sous l'appellation Dames VC Eva's Tienen. Comme elles ne participent pas à la BeNe League, elles se retrouvent en D2 Belge, appelée... D1.
L'équipe termine championne trois fois de suite, en 2013, 2014 et 2015. Après l'échec et l'arrêt de la BeNe League, l'URBSFA créée une nouvelle division élite: la « Super League ». Le matricule 9527 y preste deux saisons puis redescend dans l'antichambre de l'élite.
Le 1er juillet 2021, une nouvelle fusion transforme le DVC Eva's Tienen en section féminine du K. VK Tienen (132). Le matricule 9527 disparaît .

## Palmarès
- Champion de Belgique (1) : 2008²
- Vice-Champion de Belgique (3) : 1986¹ - 2005¹ - 2009²
- Champion de D1 (3) : 2013 - 2014 - 2015
- Coupe de Belgique (1) : 2008²
- Finaliste de la Coupe de Belgique (3) : 1986¹ - 2000¹ - 2002¹
- Super Coupe de Belgique (1) : 2008²
- Triplé Championnat de Belgique-Coupe de Belgique-Super Coupe de Belgique (1) : 2008²

### Bilan
- 6 titres